# Deng Yaping
Deng Yaping (邓亚萍S, 鄧亞萍T; Zhengzhou, 5 febbraio 1973) è una tennistavolista cinese, vincitrice di quattro medaglie d'oro ai Giochi olimpici.

## Palmarès
- Giochi olimpici
  - Barcellona 1992: oro nel singolo e nel doppio
  - Atlanta 1996: oro nel singolo e nel doppio
- Mondiali
  - 1989: oro nel doppio
  - 1991: oro nel singolo, argento nel doppio e a squadre
  - 1993: argento nel doppio e oro a squadre
  - 1995: oro nel singolo, nel doppio a squadre e argento nel doppio misto
  - 1997: oro nel singolo, nel doppio a squadre e argento nel doppio misto